# La Bastide (Bordeaux)

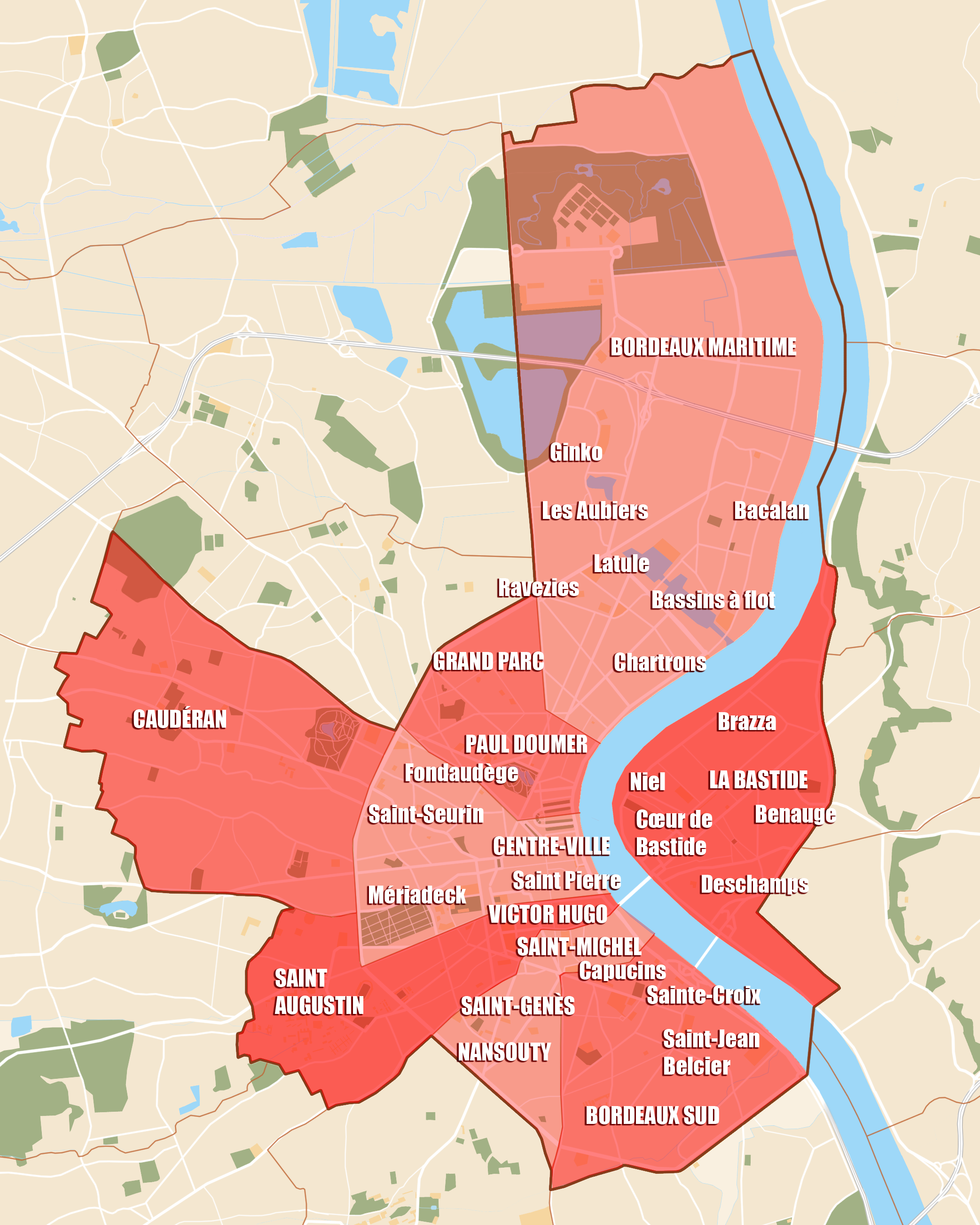
Die Stadtviertel von Bordeaux

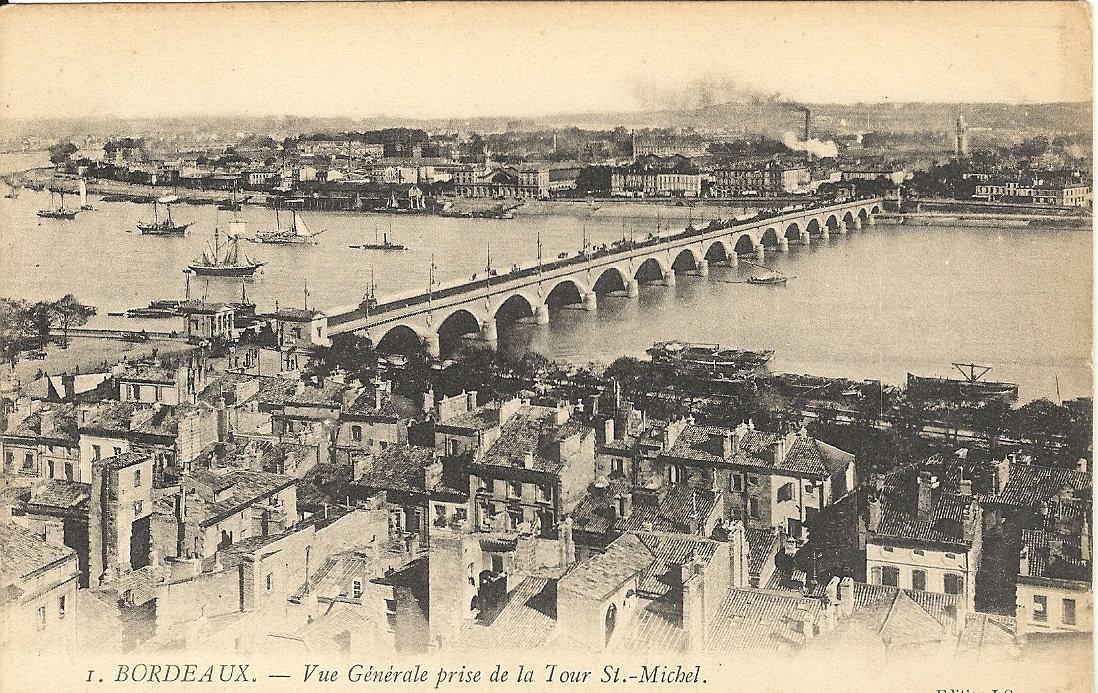
Die Pont de Pierre (1907)

La Bastide heißt ein am rechten Ufer der Garonne gelegener Stadtteil von Bordeaux. Das früher industriell und durch Bahnanlagen geprägte Viertel wird seit 1997 als Zone d’aménagement concerté (ZAC) planmäßig aufgewertet und entwickelt.

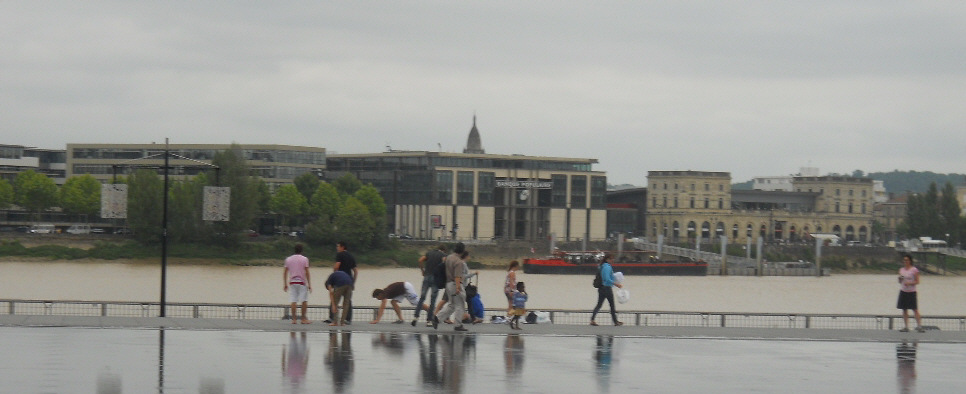
La Bastide mit dem ehemaligen Gare d’Orléans

## Geschichte
Ähnlich wie Köln und London breitete sich Bordeaux jahrhundertelang im Wesentlichen am linken Ufer seines großen Flusses aus. Erst die Errichtung der Steinernen Brücke erschloss 1822 das zuvor agrarisch genutzte Ostufer der Garonne.
Ein weiterer Entwicklungsschub folgte 1852 mit dem Bau eines Kopfbahnhofes, des Gare d’Orléans. Es kam zur Eingemeindung von La Bastide, die mit kaiserlichem Dekret von Napoleon III. am 27. April 1864 per 1. Januar 1865 bestätigt wurde.
La Bastide entwickelte sich in der Folge hauptsächlich als Gewerbegebiet und Arbeiterwohnviertel. Ab den 1950er Jahren erlebte es einen langsamen Niedergang. Der Bahnhof wurde 1955 für den Personenverkehr geschlossen, Gewerbebetriebe wurden umgesiedelt oder mussten schließen.
Die unmittelbare Nähe zum historischen Zentrum der Stadt mit ihren Schaufassaden am linken Ufer der Garonne führte zu Überlegungen, La Bastide umzugestalten und aufzuwerten. Im Rahmen der ZAC Cœur de Bastide wurden ab der Jahrtausendwende auf einem Planungsgebiet von etwa 200 Hektar erhaltenswerte Bausubstanz saniert, 43 Hektar Grünflächen geschaffen, universitäre Einrichtungen angesiedelt und qualitativ hochwertige Wohnungen errichtet. Der ehemalige Kopfbahnhof wurde zum Multiplex-Kino umgebaut.